# Jordmoderen
Jordemoderen (eng: Call the Midwife) er en en engelsk drama tv-serie, hvor hovedrollerne er besat af Jessica Raine, Miranda Hart, Helen George, Bryony Hannah, Laura Main, Jenny Agutter, Pam Ferris, Judy Parfitt, Cliff Parisi, Stephen McGann og Ben Caplan. Den blev skabt af Heidi Thomas, baseret på erindringer af Jennifer Worth og foregår i det østlige London i 1950'erne.
Den første sæson af seks episoder havde premiere i Storbritannien den 15. januar 2012. Serien er produceret af Neal Street Productions, et produktionsselskab stiftet og ejet af filmens instruktør og producer Sam Mendes, executive producer Pippa Harris og Caro Newling. Jordemoderen har opnået meget høje ratings i sin første sæson, hvilket gør den til den mest succesfulde nye drama-serie på BBC One siden 2001. Den anden sæson på otte episoder gik luften i England i begyndelsen af 2013. Ratings forblev usædvanlig høj, og opnåede gennemsnit på 10.470.000 seere.
I efteråret 2012 sendte PBS den første sæson af Jordemoderen i USA, som fik bred kritikerros. The Wall Street Journal erklærede, at "dette uhyre absorberende drama er værd at ulejlige", mens The Washington Post skriver at "skuespillerne er pragtfulde, efterkrigstidens dødbolde er omhyggeligt genskabt". TV Guide kaldte serien "en fornøjelse at se," mens San Francisco Chronicle beskrev det som "sentimental, gribende og ofte hjerteskærende".